# كتاب منتخب الأحكام
كتاب منتخب الأحكام هو كتاب فقهي في المذهب المالكي، الفه ابن أبي زمنين (324 هـ-399 هـ)، اعتنى المؤلف في كتابه بجمع مختلف الأحكام المتعلقة بمباحث الأقضية وانتخابها، وقد قسم المؤلف كتابه إلى عشرة أجزاء وهي مسائل الدعوى ومسائل القضاء ومسائل الشفعة ومسائل الحيازة ومسائل النكاح ومسائل الطلاق ومسائل البيوع ومسائل العيوب ومسائل الإجارة.
أما منهج ابن أبي زمنين في كتابه فإنه وضع لكل مسألة عنوانا يلخص ما تحتها من فروع وأحكام، ودرج في بداية كل مسألة على ذكر المصادر التي يأخذ منها، وعمد المؤلف إلى تهذيب المسائل وتلخيصها كلما دعته الحاجة إلى التلخيص محتفظا في الغالب على ألفاظ أصحابها.